# Ivan Lenđer
Ivan Lenđer (en serbe : Иван Ленђер, se prononce [ǐʋan lêndʑer], né le 29 juillet 1990 à Zrenjanin en Yougoslavie) est un nageur serbe, spécialiste du papillon.
Il participe aux Jeux olympiques en 2008 et en 2012 après avoir remporté une médaille d'or lors des Championnats d'Europe juniors de 2007 à Anvers. En 2006, il est nommé meilleur athlète junior de l'année en Serbie.

## Palmarès

### Championnats d'Europe
- Championnats d'Europe en petit bassin 2009 à Istanbul (Turquie) :
  -  Médaille de bronze du 100 mètres papillon.